# Frente Popular para el Cambio y la Liberación
El Frente Popular para el Cambio y la Liberación (árabe: الجبهة الشعبية للتحرير والتغيير, Al-Jabha al-Shaabia lil-Taghyer wal-Tahrir) es una coalición de partidos políticos sirios y constituye la principal fuerza de la oposición política en el Consejo Popular de Siria.

## Historia
El Frente Popular para el Cambio y la Liberación fue creado en agosto de 2011 por militantes del Partido de la Voluntad Popular, liderado por Qadri Jamil. En el año 2012 se incorporó a la coalición el Partido Social Nacionalista Sirio, principal fuerza de la oposición legal siria y miembro hasta entonces del oficialista Frente Nacional Progresista. En las elecciones parlamentarias de abril de 2016, el FPCL no obtuvo ninguno de los 250 escaños del Consejo Popular de Siria. El mismo Qadri Jamil denunció irregularidades en el proceso electoral, que según él beneficiaron al FNP.
El 6 de mayo de 2014 el líder del PSNS, Ali Haidar, anunció que su partido abandonaba el Frente Popular, al discrepar de sus socios acerca de la posición a tomar en las elecciones presidenciales. Finalmente, el PSNS decidió apoyar la reelección de Bashar al-Ásad como presidente de la República Árabe. El 10 de agosto de 2014, el Frente Popular para el Cambio y la Liberación firmó un memorándum común con el Comité Nacional de Coordinación de las Fuerzas de Cambio Democrático, cuyo objetivo es dar una solución democrática a la guerra civil.

## Miembros
|  | Partido                                                                              | Ideología          | Escaños | Líder       |
|  | ------------------------------------------------------------------------------------ | ------------------ | ------- | ----------- |
|  | Partido de la Voluntad Popular (حزب إرادة الشعب)                                     | Marxismo-leninismo | 0       | Qadri Jamil |
|  | Fracción Intifada del Partido Social Nacionalista Sirio (حزب البعث العربي الاشتراكي) | Nacionalismo sirio | 0       | Ali Haidar  |